# Onthophagus imbutus
Onthophagus imbutus är en skalbaggsart som beskrevs av Sharp 1875. Onthophagus imbutus ingår i släktet Onthophagus och familjen bladhorningar. Inga underarter finns listade i Catalogue of Life.